# Business Korea
 (juillet 2020).
Si vous disposez d'ouvrages ou d'articles de référence ou si vous connaissez des sites web de qualité traitant du thème abordé ici, merci de compléter l'article en donnant les références utiles à sa vérifiabilité et en les liant à la section « Notes et références ».
Business Korea est un magazine coréen traitant de la finance. 

## Histoire
Le magazine est créé en juin 1983 et est édité par Park Jung-hwan. 